# All Nite (Don't Stop)
„All Nite (Don't Stop)” este un cântec al interpretei americane Janet Jackson. Piesa a fost compusă de Jimmy Jam și Terry Lewis și Jackson, fiind inclusă pe cel de-al optulea material discografic de studio al artistei, Damita Jo. „All Nite (Don't Stop)” a ocupat locul 13 în Spania și locul 21 în România, în restul clasamentelor obținând poziții mediocre.

## Clasamente
| Clasament                            | Poziția maximă | Referință |
| ------------------------------------ | -------------- | --------- |
| Australian Singles Chart             | 24             | [ 2 ]     |
| Belgian Singles Chart (Flandra)      | 21             | [ 2 ]     |
| German Singles Chart                 | 48             | [ 3 ]     |
| Italy Singles Chart                  | 30             | [ 5 ]     |
| Romanian Top 100                     | 21             | [ 6 ]     |
| Spain Singles Chart                  | 13             | [ 7 ]     |
| Swiss Singles Chart                  | 76             | [ 3 ]     |
| UK Singles Chart                     | 19             | [ 2 ]     |
| U.S. Billboard Hot R&B/Hip-Hop Songs | 90             | [ 4 ]     |